# Caramba
Caramba var en pop-gruppe fra Sverige. De udgav ét album i 1981 under navnet Caramba, hvorfra singlen "Hubba Hubba Zoot Zoot" toppede den svenske singlehitliste.
Hele albummet blev indspillet på et nonsens-sprog. Sangene, der imiterer visse regionale typer musik, imiterer fonetiske strukturer på sprogene i de respektive områder. Det blev produceret af Michael B. Tretow, der primært er berømt for at være producer på ABBAs plader, og det har vokal af en anden kunstner fra Polar Music, nemlig Ted Gärdestad. Selvom der har gået rygter om, at flere andre svenske musikere og sangere skulle have været med til indspilningerne af Caramba, så er Tretow og Gärdestad de eneste, som har fået sat navn på.
Nummeret "Hubba Hubba Zoot Zoot" er blevet genudgivet som en del af Tretows album Greatest Hits (1999), Gärdestad CD-boks Solregn (2001) og flere opsamlingsalbums med hits fra 1980'erne og svenske indspilninger. I 2011 blev Caramba udgivet som CD.

## Medlemmer
Alle de medvirkende bruger pseudonymer. Dette er som de blev krediteret på albummet:
- Carlos Ih Lura, ahllo
- Zoltan Zull, violotta
- Dr. Fritz Höfner, baribasso
- Tudor Ludor, batterie
- Abdullah Presley, tomba
- Zingo Allah, prutto
- Ihto Amin, paahuve
- Gaston El Ton Yon, pianissimo
- King Nam, a nam
- Clapton Combo, gitaronimo
- King Kong, tango
- Hazze Kamikaze, teknico del son
- Giorgio Martini, producto

## Diskografi
- Caramba (1981)

Trakliste
Blaztah 1 (Side 1)
1. "Ali Baba" – 3:51
2. "Spottnjik" – 3:51
3. "Hubba Hubba Zoot Zoot" – 3:23
4. "Eine Feine" – 3:43
5. "Fido" – 3:47

Blaztah A (Side A)
1. "Aitho" – 3:28
2. "Anna Kapoe" – 4:17
3. "Donna Maya" – 3:07
4. "Ahllo" – 2:42
5. "Carhumba" – 3:37